# Castello Svevo (Trani)
Das Castello Svevo di Trani ist eine Küstenfestung in der Stadt Trani in der italienischen Region Apulien. Sie wurde 1233 unter der Herrschaft von Kaiser Friedrich II. erbaut.
Die dem Kulturministerium unterstellte Museumsburg wurde vom Dezember 2014 an vom Museumsverbund Apulien (italienisch Polo museale della Puglia) geleitet. Seit Dezember 2019 übernimmt diese Aufgabe die neu geschaffene Regionale Museumsdirektion (it. Direzione regionale Musei).

## Geschichte

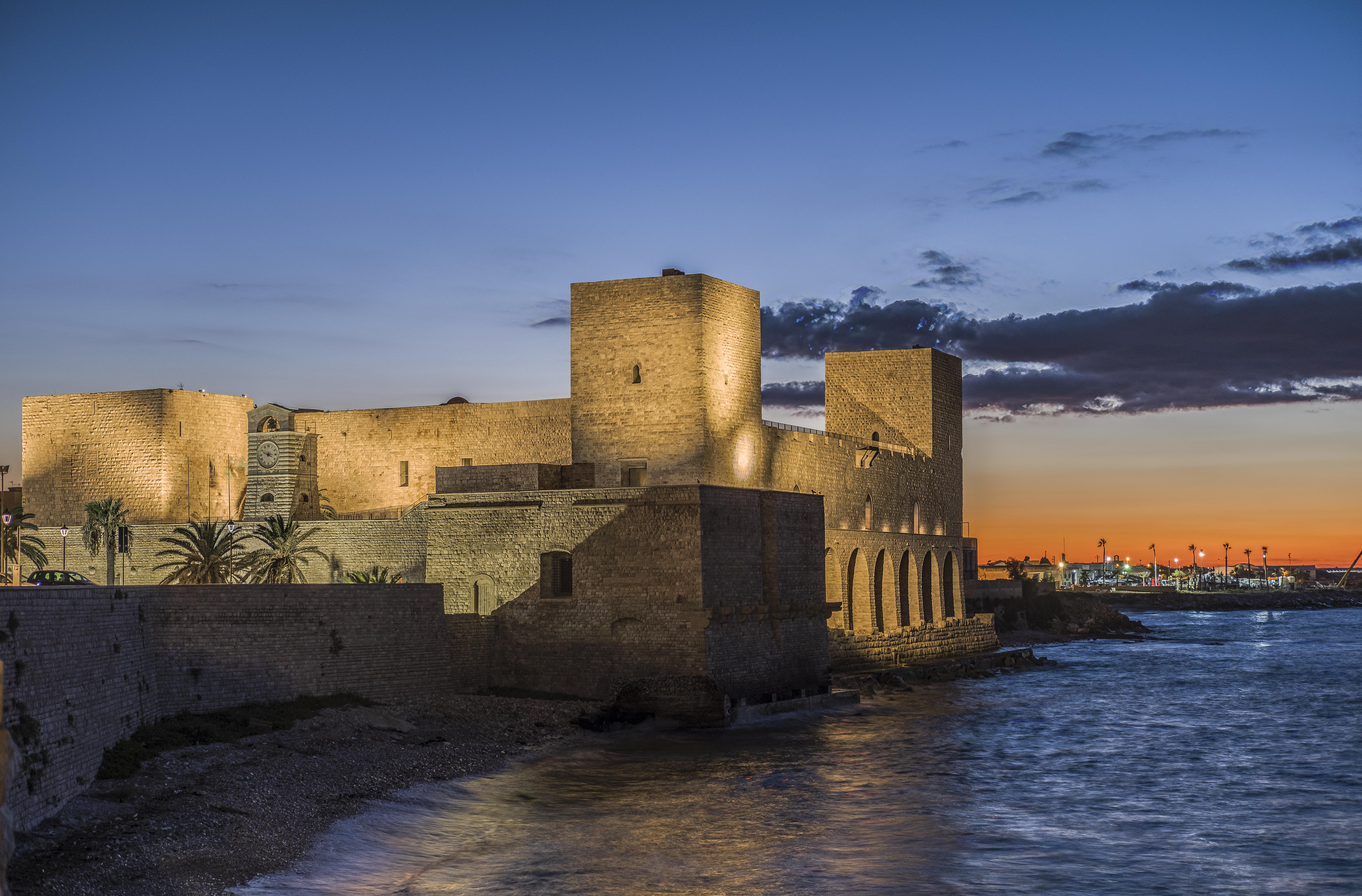
Das Castello bei Nacht

### Herrschaft der Staufer

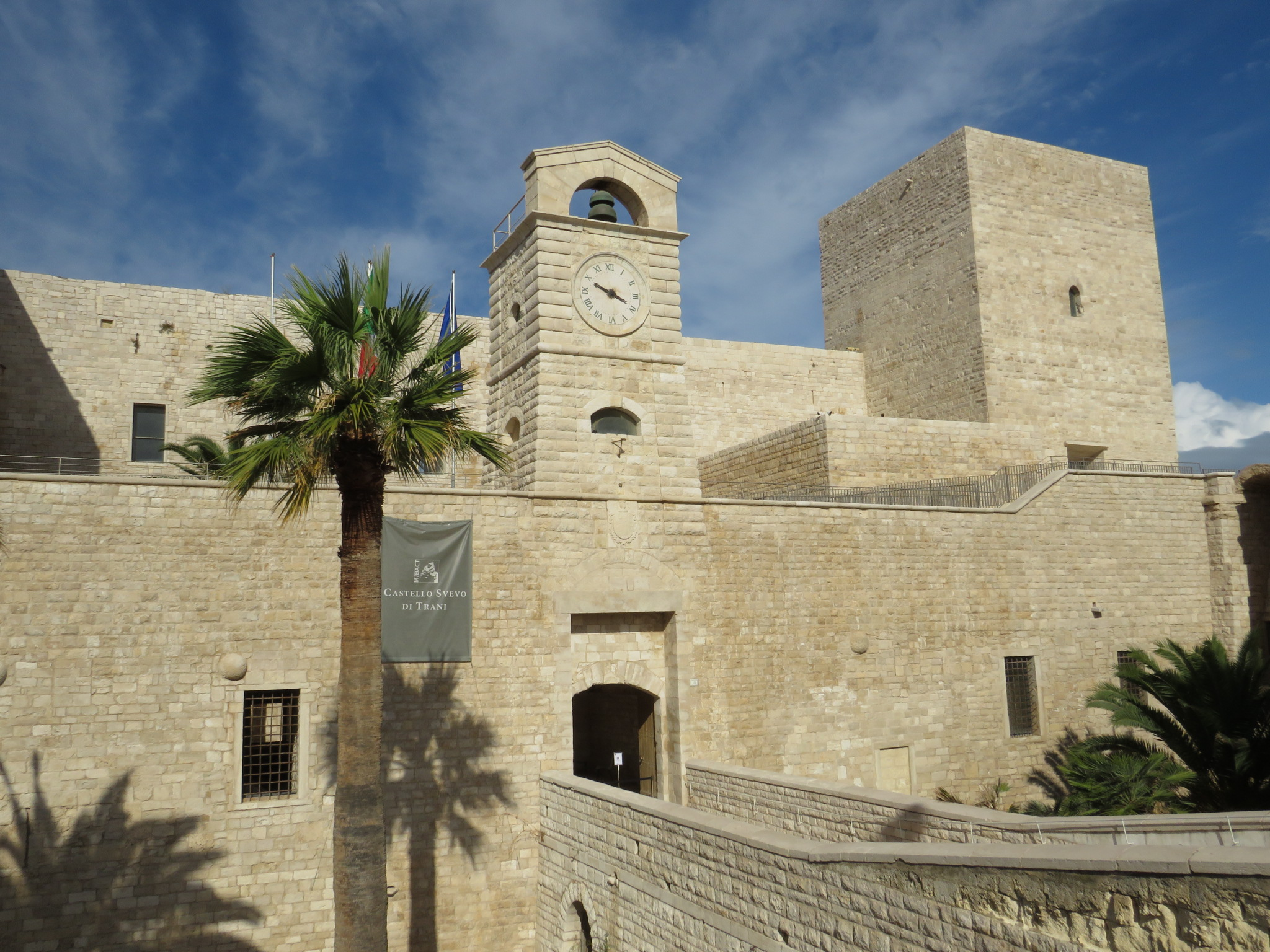
Eingangsportal mit Uhrturm

Der Bau der Burg begann 1233 und die Befestigungsarbeiten nach den Planungen von Filippo Cinardo, Graf von Acquaviva und Conversano, dem großen Konstabler und Militäringenieur des Kaisers, und unter der Bauleitung von Romoaldo Carabarese wurden 1249 mit Befestigungen „vor und um die Burg“ abgeschlossen.
Die Burg wurde auf einer Felsenbank in der Mitte der Bucht von Trani in einem flachen Bereich errichtet, der sie vor möglichen Schäden durch das Meer schützte. An gleicher Stelle gab es früher einen bescheidenen Turm aus dem 10. oder 11. Jahrhundert, dessen Überreste man unter dem Eingang zur heutigen Burg fand.
In dieser ersten Bauphase hatte die Burg eine rechteckige Form mit quadratischen Türmen an den Ecken und einem Innenhof in der Mitte. Auf den drei Landseiten schloss sich eine äußere Umfassungsmauer an, ursprünglich mit einem Umgang ausgestattet, sodass drei enge, äußere Höfe entstanden. Ein Burggraben, vielleicht sogar natürlichen Ursprungs, trennte die Burg vom Festland.
An einen Turm der Burg ließ Friedrich II. Pietro Tiepolo, den Sohn des venezianischen Dogen Jacopo Tiepolo, hängen. Dieser wurde als Bürgermeister von Mailand in der Schlacht von Cortenova 1237 gefangen genommen.
In der Burg hielt sich oft der Sohn Friedrichs II., Manfred von Sizilien, auf, der am 2. Juni 1259 dort seine zweite Gattin, Helena Angelina Dukaina, ehelichte.
In dieser Burg war auch die couragierte Gräfin von Caserta, Siffridina, Mutter des Schwiegersohns von Friedrich II., inhaftiert, weil ihr Sohn Riccardo de Lauro, der Graf von Caserta, die Tochter des Kaisers, Violante von Staufen, heiratete. Nach seinem ausdrücklichen Willen wurde sie bei Wasser und Brot gehalten und starb im März 1279.

### Herrschaft des Hauses Anjou

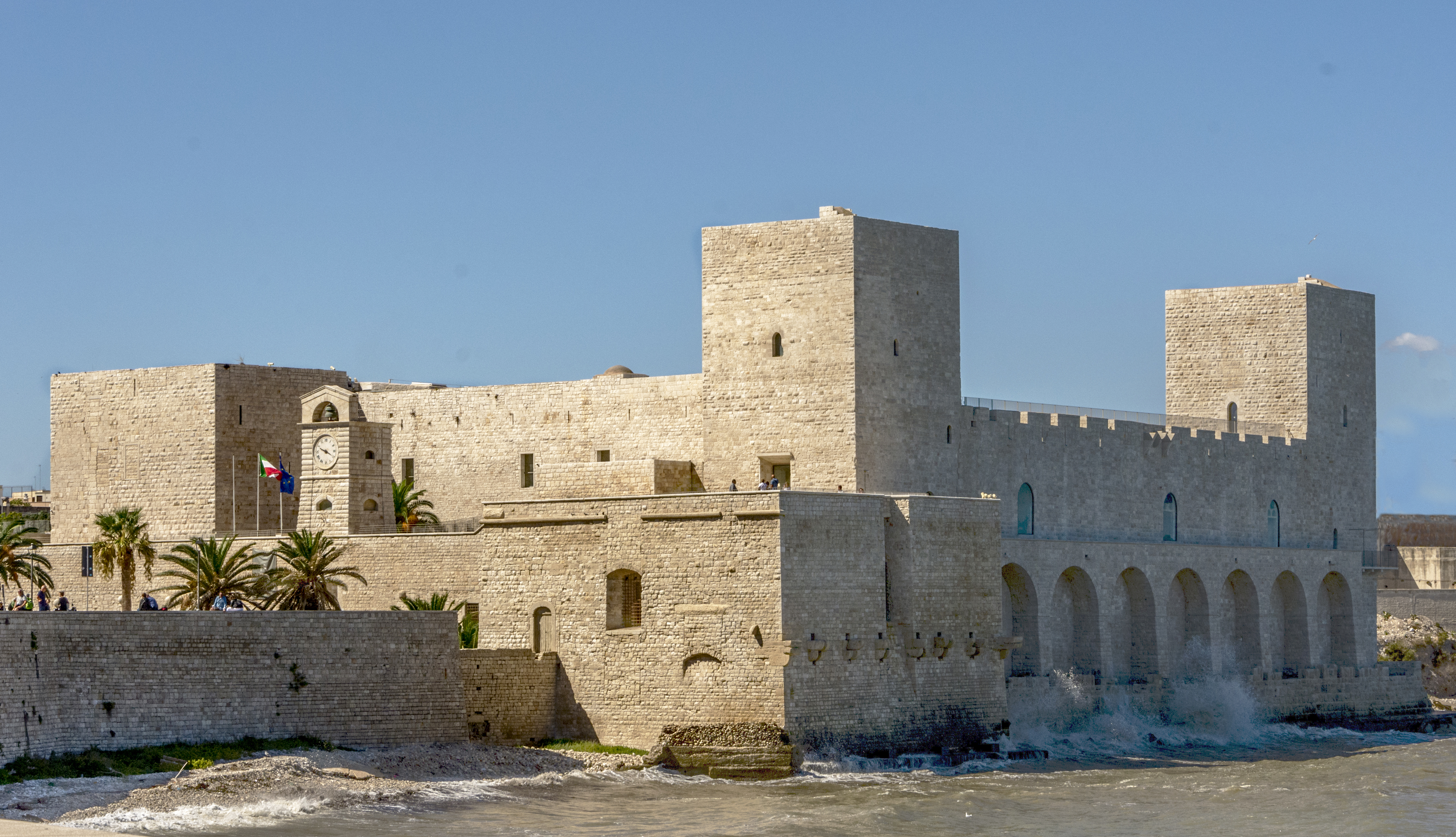
Ost- und Nordfassade

Unter der Herrschaft des Hauses Anjou wurden vom französischen Militärbaumeister Pierre d’Angicourt An- und Umbauten der Burg durchgeführt. 1268 wurde auf der Burg die Hochzeit von Karl I. von Neapel und Margarete von Burgund gefeiert und 1271 die des Zweitgeborenen von Karl, Philipp (1254–1277) mit Isabella de Villehardouin (1263–1312), der Prinzessin von Achaia.
Zwischen 1385 und 1419 war die Burg in Besitz des Condottiere Alberico da Barbiano, dem sie vom König von Neapel, Karl III., zu Lehen gegeben worden war.

### Umbauten unter Karl V. und spanische Herrschaft

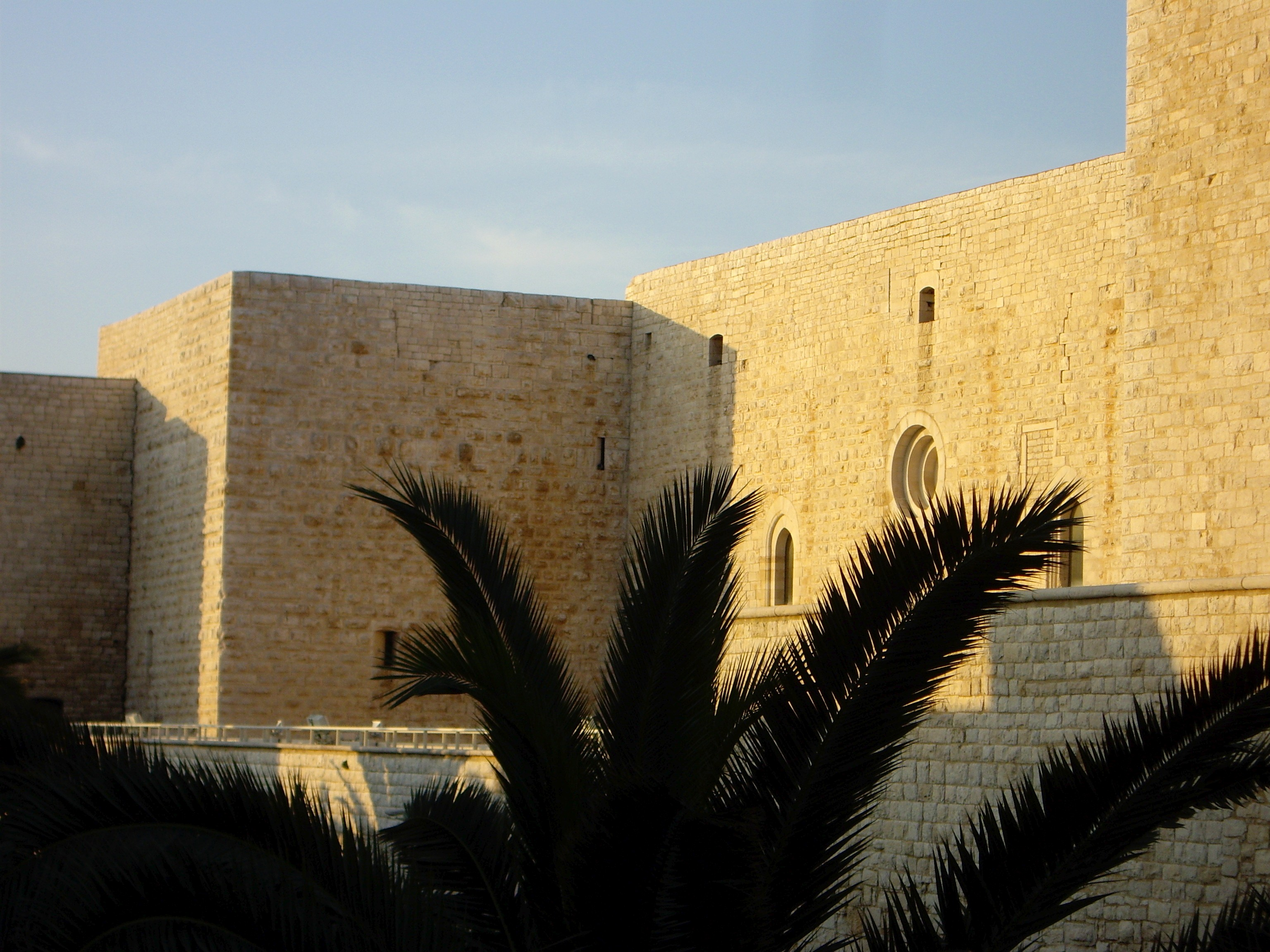
Südfassade mit Burggraben

1533, als die Burg unter die Herrschaft der Spanier unter Karl V. gelangte, wurde sie umfangreichen Umbauten unterzogen, um sie an die neuen Verteidigungsbedürfnisse anzupassen, die sich aus der Erfindung des Schießpulvers ergaben. Die Eingriffe umfassten eine Verstärkung der Südfassade zur Landseite hin und den Bau zweier Bastionen, die von zwei Ecktürmen ausgingen, rechteckig im Nordosten und „mit Lanzenspitze“ im Südwesten.
In der Zeit zwischen 1586 und 1677 war die Burg Sitz des Regionalgerichtes für die Provinz des Gebietes von Bari („Sacra regia udienza“).

### Gefängnis im 19. Jahrhundert und Restaurierungen in moderner Zeit
Ab 1832 wurde das Castello Svevo einer Reihe von Arbeiten unterzogen, um sie in ein zentrales Provinzgefängnis zu verwandeln, das 1844 eröffnet wurde. Das Gefängnis wurde bis 1974 betrieben und 1976 wurde die Burg der Soprintendenza ai beni ambientali e artistici della Puglia überantwortet. Diese ließ ab 1979 nach und nach Restaurierungsarbeiten durchführen und seit 5. Juni 1998 ist sie öffentlich zugänglich.

## Bemerkungen
1. ↑  Eine Steintafel in der Nähe eines Zugangs zu einem Innenhof nennt das Datum des Baubeginns im 13. Jahr der Herrschaft Friedrichs II. (IAM NATI XRISTI DOMINI ANNIS MILLE DUECENTIS / CUM TRIGINTA TRIBUS FEDERICI CESARIS ANNO / IMPERII TRINO DENO IERUSALEMQUE OCTAVO REGNI / CUM MENSIS IVNII AC INDICCIO SEXTA FORET OPUS / HOC HINC SURGERE CEPIT.)
2. ↑  Das Jahr der Fertigstellung der Arbeiten ist auf einer zweiten Steintafel bezeugt, die über dem alten Tor zum Meer liegt. (CAESARIS IMPERIO DIVINO MORE TONANTE FIT CIRCA CASTRUM MUNITIO TALIS ET ANTE HUIC OPERI FORMAM SERIEM TOTUMQUE NECESSE PHILIPPI STUDIUM CINARDI PROTULIT ESSE QUOQUE MAGIS FIERENT STUDIIS HEC FACTA TRANENSIS PREFUIT HIS STEPHANI ROMUALDI CARABARENSIS ANNO INCARNATIONIS IESU XISTI MCCXLIX INDIC. VII).
3. ↑  Die Arbeiten sind in einer Inschrift im Innenhof erwähnt. (DUC. CAROLI QUINTI SEMPER AUG. IMP. MUNIFICENTIA
FERDINANDUS DE ALARCON AREND. DUX REGNIQ. SICIL ARCIUM
MUNIMINI PRAEPOS RESTAURAVIT AN. MDXXXIII).
4. ↑  Der Zustand vor den Arbeiten im 19. Jahrhundert geht aus einigen Plänen von 1835 hervor, ebenso wie aus einem Modell aus dem 18. Jahrhundert, das Giovanni Carafa, Graf von Noja, anfertigte. Heute ist es in der Burg zu sehen.